# Google Translator Toolkit
Google Translator Toolkit är en webbtjänst för att göra det möjligt för översättare att redigera material som Google Översätt har översatt automatiskt. Med Google Translator Toolkit kan översättare organisera sitt arbete och använda gemensamma översättningar, ordlistor och översättningsminnen. De kan ladda upp och översätta Microsoft Word-dokument, OpenOffice, RTF, HTML, text, Wikipedia-artiklar och knol-sidor.
Google Translator Toolkit stöds av Google Översätt en gratis översättningstjänst online som omedelbart översätter texter och webbsidor. Google Översätt skapar automatiska översättningar främst genom statistisk analys. Detta skiljer sig ifrån den traditionella maskinöversättningsmetoden att följa fasta översättningsregler. Resultatet av översättningen kan sedan redigeras med hjälp av redigeringsprogrammet i Google Translator Toolkit.
Google Translator Toolkit släpptes av Google Inc. den 9 juni 2009. Året innan hade denna produkt föreslagits få namnet Google Translator Toolkit Center. Dock visade det sig vara ett mindre ambitiöst projekt: "dokumentbaserat snarare än projektbaserat, inte avsett som ett verktyg för att hantera översättningsprojekt utan helt enkelt ett personligt översättningsminne i mängden".
Google hävdar att Google Translator Toolkit är en del av deras "ansträngningar att göra information allmänt tillgänglig genom översättning" och "hjälper översättare att bli bättre och snabbare genom en gemensam, innovativ översättningsteknik." Ursprungligen var Google Translator Toolkit tänkt att samla människor som ville samarbeta på Internet, till exempel personer som översätter Wikipedia eller personer som översätter  material till frivilligorganisationer. Men numera används det mer och mer allmänt också i kommersiella översättningsprojekt.

## Käll- och målspråk
Från att i juni 2009 bara ha startat med engelska som källspråk och 47 språk som målspråk, stöder Google Translator Toolkit nu 100000 språkkombinationer. Nu kan man översätta från 345 källspråk till 345 målspråk i Translator Toolkit.
Några exempel på tillgängliga språk är kinesiska (förenklad), kinesiska (traditionell), choctaw tjuktjiska, tjuvasjiska, korsikanska, cree, krimtatariska, sepedi, skotsk gaeliska, serbiska, serer, shan, singalesiska, sydndebele, tamil, ukrainska, urdu, uzbekiska, vietnamesiska, vallonska, kymriska, västfrisiska, wolof, xhosa, jiddisch, yoruba, zhuang, zulu.

## Användargränssnitt
Google Translator Toolkit är tillgängligt på 36 språk, däribland bulgariska, katalanska, kroatiska, tjeckiska, danska, nederländska, engelska, filippinska, finska, franska, tyska, grekiska, hindi, ungerska, indonesiska, italienska, japanska, koreanska, lettiska, litauiska, norska, polska, portugisiska, rumänska, ryska, serbiska, förenklad kinesiska, slovakiska, slovenska, spanska, svenska, thailändska, traditionell kinesiska, turkiska, vietnamesiska, urdu.

## Tillvägagångssätt
Arbetsflödet för Google Translator Toolkit kan beskrivas enligt följande: Först laddar man som användare upp en fil från sin dator eller så anger man länken till en webbsida, en Wikipediaartikel eller till en Knol-artikel som man vill översätta. Google Translator Toolkit gör en preliminär översättning av dokumentet. Det delar upp dokumentet i delsegment, det vill säga i meningar, rubriker och listor. Därefter söker det i tillgängliga översättningsdatabaser efter tidigare mänskliga översättningar av varje delsegment. Om det finns någon tidigare mänsklig översättning av delsegmentet så plockar programmet fram det högst rankade sökresultatet och gör en förberedande översättning med hjälp av den översättningen. Om ingen tidigare mänsklig översättning av det stycket finns så gör den en maskinöversättning av segmentet utan att någon mänsklig översättare ingriper i processen.
Användarna kan sedan arbeta med att se över och förbättra den maskinella översättningen. De kan klicka på en fras och rätta till en felaktig översättning, eller så kan de få hjälp av Googles översättningsverktyg genom att klicka på "Visa verktygslåda"-knappen.
Genom att använda verktygslådan så kan man läsa andras översättningar eller använda ordboksfunktionen för att leta efter den bästa översättningen av ord som är svåra att finna. Dessutom kan översättare använda funktioner såsom flerspråkiga ordlistor och ha maskinöversättningen i åtanke som referens. De kan också dela med sig av sina översättningar till sina kollegor genom att klicka på "Dela"-knappen och bjuda in dem att hjälpa till att redigera eller granska deras översättningar. När de är klara så kan de ladda ner översättningen till sina datorer. Gällande Wikipedia eller Knol-artiklar så kan de lätt publicera översättningen i aktuell språkversion.